# Gỏi
Pour les articles homonymes, voir Goi et Nom (homonymie).
Le plat traditionnel vietnamien nommé gỏi (dans le nord du Vietnam, on utilise le mot nộm) désigne une salade qui combine beaucoup d’ingrédients. Il est préparé dans toutes les régions du pays et très populaire.

## Ingrédients
Il existe beaucoup de types de gỏi. Ses ingrédients sont par exemple la papaye verte, le liseron d’eau, la carotte, le concombre, le piment, le citron, le sucre, l’ail, le gingembre, la coriandre… Dans chaque région, il est produit selon différentes formules, avec différents ingrédients. Les gỏi sont donc très variés : gỏi de bœuf, gỏi de papaye verte, gỏi de liserons d’eau, gỏi de poulet… Il y a un ingrédient principal pour chaque type de gỏi. On mélange l’ingrédient principal et le citron vert, les piments, les arachides et l’assaisonnement. Le citron vert, le sucre, le sel et la coriandre sont obligatoires pour tous les types de gỏi. Il est accompagné de nước chấm (connue en France comme « sauce pour nems »). 

## Consommation
Au Vietnam, le gỏi est consommé lors des repas quotidiens mais aussi lors des fêtes. On peut aussi bien le trouver dans un grand restaurant que le consommer dans les petits restaurants de rues.